# Cedd

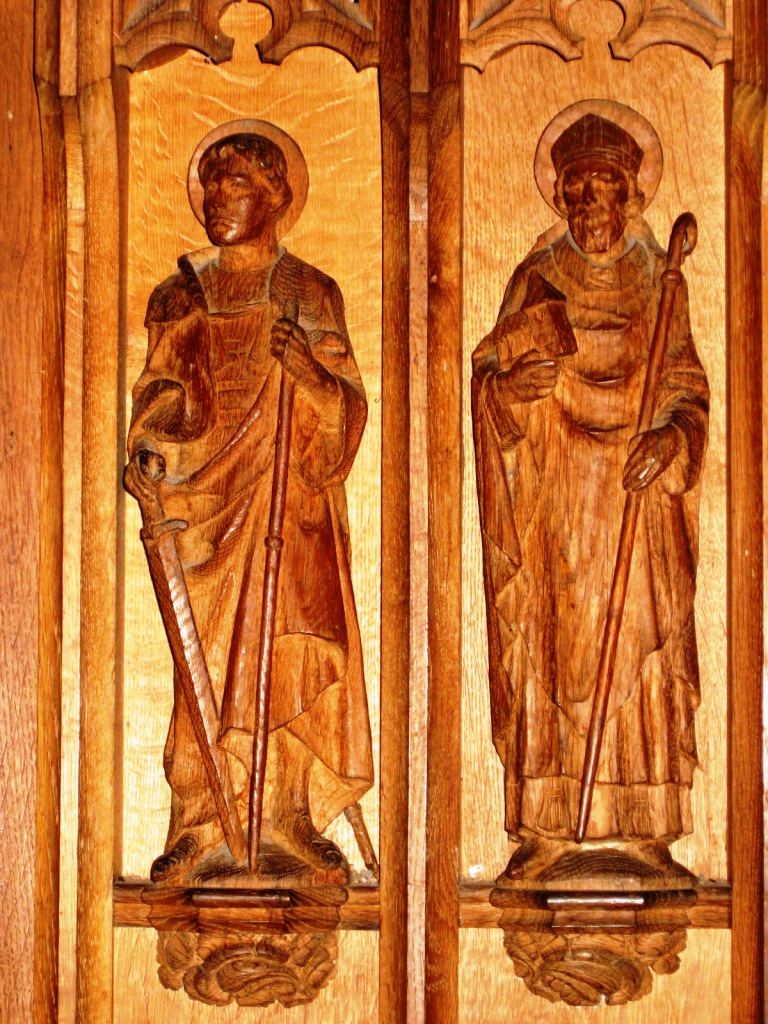
Albanus (links) en Cedd (met de bisschopsmijter, rechts) op een retabel van de Engelse beeldhouwer Nathaniel Hitch (1845-1938) in de All Saints-kerk van Great Braxted, Essex

Cedd (Oudengels: Cedda) (circa 620 – 26 oktober 664) was een Angelsaksische monnik  en bisschop uit de zevende eeuw en een heilige van de Anglicaanse Kerk. Hij was de broer van Chad, Cynibil en Caelin. Hij is heilig verklaard, evenals zijn broer Chad. Hij werd herdacht op 26 oktober en ook op sommige kalenders op 7 januari.

## Leven
Volgens de Angelsaksische monnik Beda (672/3-735) werd Cedd geboren in het Koninkrijk Northumbria en groeide hij op in de buurt van het klooster van Lindisfarne op het eiland Lindisfarne. Cedd is bekend als bekeerder van de Angelsaksen net zoals zijn broers Chad, Cynibil en Caelin. Zij zijn alle vier heiligen van de anglicaanse, rooms-katholieke, en oosters-orthodoxe kerk.  
Als heilige is Cedd belangrijker voor de anglicaanse kerk dan voor de rooms-katholieke. Volgens de rooms-katholieke heiligenkalender is Cedd een vrije gedachtenis, dat wil zeggen, een heilige waaraan niet bijzonder veel aandacht hoeft te worden besteed.
Cedd was een belangrijke deelnemer aan de Synode van Whitby, een synode waar belangrijke verschillen binnen de kerk in Engeland zijn opgelost. Hij is aan de pest gestorven.